# Don’t Speak
A Don't Speak a No Doubt harmadik kislemeze az 1995-ös Tragic Kingdom című albumról.
A King of the Hill egyik epizódjában betétdalként szerepelt.
A Bender magazin "The 500 Greatest Songs Since You Were Born" ("Az 500 legjobb dal, mióta megszülettél") című listáján a 495. helyre sorolták.
A dal egy élő változata megjelent a Sunday Morning-kislemez B-oldalán.
A Don't Speak letölthető szám a Guitar Hero III: Legends of Rock című videójátékban.

## Számok listája
Ausztrália és Japán
1. Don't Speak – 4:27
2. Don't Speak (alternatív változat, rögzítve 1996 szeptemberében Új-Zélandon) – 4:27
3. Hey You (akusztikus verzió, rögzítve 1996 szeptemberében Új-Zélandon) – 3:28
4. Greener Pastures (a The Beacon Street Collection-ről) – 5:05

Nagy-Britannia, Európa
1. Don't Speak – 4:27
2. Greener Pastures (a The Beacon Street Collection-ről) – 5:05